# Dawid Piłat
Dawid Piłat (ur. 6 lutego 2002) – polski lekkoatleta specjalizujący się w rzucie młotem.
Zajął czwarte miejsce podczas EYOF-u w 2019 roku w Baku. W sezonie 2021 został mistrzem Europy juniorów oraz zajął czwarte miejsce podczas mistrzostw świata w tej kategorii wiekowej.
Medalista mistrzostw Polski U18, U20, reprezentant kraju w meczach międzypaństwowych oraz w pucharze Europy w rzutach.
Rekordy życiowe: 73,23 (28 lipca 2023, Gorzów Wielkopolski); młot o wadze 6 kg – 79,59 (16 lipca 2021, Tallinn), rekord Polski U20; młot o wadze 5 kg – 80,05 (11 lipca 2019, Poznań).

## Osiągnięcia
| Rok  | Impreza                                     | Miejsce | Pozycja              | Wynik        |
| ---- | ------------------------------------------- | ------- | -------------------- | ------------ |
| 2019 | Olimpijski festiwal młodzieży Europy (EYOF) | Baku    | 4. miejsce           | 76,90 (5 kg) |
| 2021 | Puchar Europy w rzutach                     | Split   | 2. miejsce           | 71,29        |
| 2021 | Mistrzostwa Europy U20                      | Tallinn | 1. miejsce           | 79,59 (6 kg) |
| 2021 | Mistrzostwa świata U20                      | Nairobi | 4. miejsce           | 77,09 (6 kg) |
| 2022 | Puchar Europy w rzutach                     | Leiria  | 3. miejsce (grupa B) | 70,41        |
| 2023 | Puchar Europy w rzutach                     | Leiria  | 2. miejsce (U-23)    | 72,42        |
| 2023 | Mistrzostwa Europy U23                      | Espoo   | 4. miejsce           | 72,44        |
| 2023 | Uniwersjada                                 | Chengdu | 3. miejsce           | 72,27        |
| 2024 | Puchar Europy w rzutach                     | Leiria  | 1. miejsce (U-23)    | 71,52        |
| 2024 | Mistrzostwa Europy                          | Rzym    | el. – 27. miejsce    | 71,44        |